# Krzysztof Kaleta
Krzysztof Kaleta (ur. 24 grudnia 1961 w Krakowie) – polski łucznik.

## Życiorys
Występował w barwach Klubu Sportowego „Płaszowianka”. W 1989 był złotym medalistą mistrzostw Polski w łucznictwie w Prudniku. W 1992 był zdobywcą Pucharu Polski i mistrzem Polski seniorów drużynowo (wraz z Krzysztofem Włosikiem i Bartłomiejem Jurkowskim). Rok później ta sama drużyna wywalczyła srebro.